# Ли Цюаньчжэнь, Раймунд
 Раймунд Ли Цюаньчжэнь  (кит.  李全真 芮蒙, 1841 г., Чэньтуньцунь, провинция Хэбэй, Китай — 30.06.1900 г., там же) — святой Римско-Католической Церкви, мученик.

## Биография
Раймунд Ли Цюаньчжэнь родился в 1841 году в деревне Чэньтуньцунь в 1841 году. У него был сын, который стал католическим священником. В 1899—1900 годах в Китае вспыхнуло Ихэтуаньское восстание, во время которого христиане подвергались жестоким гонениям. 30 июня 1900 года Раймунд Ли Цюаньчжэнь вместе с пятилетней дочерью и братом Петром Ли Цюаньхуэй спрятался от гонений за пределами деревни в болотистом месте. Повстанцы обнаружили укрытие. Петр Ли Цюаньхуэй был убит сразу же на месте за отказ отречься от христианства, а Раймунда Ли Цюаньчжэнь вместе с его дочерью повстанцы отвели в буддистский храм, чтобы он там поклонился буддистским богам, заплатив выкуп за свою жизнь. Раймунд Ли Цюаньчжэнь отказался совершить акт поклонения языческим богам. Преследователи пришли в бешенство и стали его пытать, отрезая ужи, обжигая кожу и отрезав руку. Когда они увидели, что пытками они не достигнут ожидаемых результатов, они убили Раймунда Ли Цюаньчжэнь.

## Прославление
Раймунд Ли Цюаньчжэнь был беатифицирован 17 апреля 1955 года Римским Папой Пием XII и канонизирован 1 октября 2000 года Римским Папой Иоанном Павлом II вместе с группой 120 китайских мучеников.
День памяти в Католической Церкви — 9 июля.

## Источник
- George G. Christian OP, Augustine Zhao Rong and Companions, Martyrs of China, 2005, стр. 96  (англ.)